# Mistrovství Evropy v ledním hokeji žen 1991
Mistrovství Evropy v ledním hokeji žen 1991 byl turnaj v ledním hokeji, který se konal od 15. do 23. března 1991 ve Frýdku-Místku (VSH Frýdek-Místek) a v Havířově (Havířovský zimní stadion) v Československu. Jednalo se o druhé mistrovství Evropy v ledním hokeji žen. Na turnaj se přihlásilo deset družstev. Kvalifikace se nekonala a všech deset přihlášených družstev hrálo ve dvou skupinách jednokolově každý s každým, poté se mužstva umístěné ve skupinách na stejných místech utkali o konečné pořadí. Vítězství si připsali hráčky Finska před hráčkami Švédska a hráčkami Dánska.

## Výsledky

### Základní skupiny
|     | Skupina A      | Finsko  | Norsko | Švýcarsko | Francie        | Nizozemsko     | V | R | P | VG | OG | B |
| A1. | Finsko         | ***     | 11:0   | 12:0      | 28:0           | 20:0           | 4 | 0 | 0 | 71 | 0  | 8 |
| A2. | Norsko         | 0:11    | ***    | 7:2       | 10:1           | 14:0           | 3 | 0 | 1 | 31 | 14 | 6 |
| A3. | Švýcarsko      | 0:12    | 2:7    | ***       | 14:0           | 8:1            | 2 | 0 | 2 | 24 | 20 | 4 |
| A4. | Francie        | 0:28    | 1:10   | 0:14      | ***            | 4:1            | 1 | 0 | 3 | 5  | 53 | 2 |
| A5. | Nizozemsko     | 0:20    | 0:14   | 1:8       | 1:4            | ***            | 0 | 0 | 4 | 2  | 46 | 0 |
|     | Skupina B      | Švédsko | Dánsko | Německo   | Československo | Velká Británie | V | R | P | VG | OG | B |
| B1. | Švédsko        | ***     | 12:1   | 10:1      | 15:0           | 16:0           | 4 | 0 | 0 | 53 | 2  | 8 |
| B2. | Dánsko         | 1:12    | ***    | 3:2       | 3:0            | 4:0            | 3 | 0 | 1 | 11 | 14 | 6 |
| B3. | Německo        | 1:10    | 2:3    | ***       | 9:1            | 6:0            | 2 | 0 | 2 | 18 | 14 | 4 |
| B4. | Československo | 0:15    | 0:3    | 1:9       | ***            | 2:2            | 0 | 1 | 3 | 3  | 29 | 1 |
| B4. | Velká Británie | 0:16    | 0:15   | 0:6       | 2:2            | ***            | 0 | 1 | 3 | 2  | 28 | 1 |

### Finále a zápasy o umístění
|     | Finále         | Finsko         | Švédsko        |
| 1.  | Finsko         | ***            | 2:1            |
| 2.  | Švédsko        | 1:2            | ***            |
|     | o 3. místo     | Dánsko         | Norsko         |
| 3.  | Dánsko         | ***            | 2:1            |
| 4.  | Norsko         | 1:2            | ***            |
|     | o 5. místo     | Švýcarsko      | Německo        |
| 5.  | Švýcarsko      | ***            | 6:2            |
| 6.  | Německo        | 2:6            | ***            |
|     | o 7. místo     | Francie        | Československo |
| 7.  | Francie        | ***            | 2:1            |
| 8.  | Československo | 1:1            | ***            |
|     | o 9. místo     | Velká Británie | Nizozemsko     |
| 9.  | Velká Británie | ***            | 3:0            |
| 10. | Nizozemsko     | 0:3            | ***            |

## Postup na mistrovství světa
Prvních pět celků si zajistilo postup na druhé mistrovství světa v ledním hokeji žen, které se konalo v následujícím roce 1992. Byli to týmy Finska, Švédska, Dánska, Norska a Švýcarska. Zároveň se šestým Německem si tato družstva zajistila účast v elitní skupině A pro rok 1993, zatímco zbývající družstva byla v roce 1993 zařazena do skupiny B.